# Episodi de Il mio amico Arnold (ottava stagione)
L’ottava stagione della sitcom Il mio amico Arnold è stata trasmessa negli Stati Uniti dal 27 settembre 1985 al 7 marzo 1986. Quest'ultima stagione va in onda sulla ABC e vede entrare nel cast Mary Ann Mobley con il ruolo di Maggie McKinney, in sostituzione di Dixie Carter. In Italia è trasmessa in prima visione su Italia 1 nel 1987. 
| Nº | Titolo originale                        | Titolo italiano                  | Prima TV USA      | Prima TV Italia |
| -- | --------------------------------------- | -------------------------------- | ----------------- | --------------- |
| 1  | Sam's Missing: Part 1                   | Sam è sparito; parte1            | 27 settembre 1985 | 1987            |
| 2  | Sam's Missing: Part 2                   | Sam è sparito: parte 2           | 27 settembre 1985 | 1987            |
| 3  | Bully for Arnold                        | Amore e bullismo                 | 4 ottobre 1985    | 1987            |
| 4  | Love on the Run                         | Una cena galeotta                | 11 ottobre 1985   | 1987            |
| 5  | Willis Goes to College                  | Willis matricola                 | 18 ottobre 1985   | 1987            |
| 6  | Arnold's Job                            | Anche i fotografi hanno un cuore | 25 ottobre 1985   | 1987            |
| 7  | A Tale of Two Teachers                  | Nella giungla della lavagna      | 8 novembre 1985   | 1987            |
| 8  | So You Want to Be a Rock Star?          | Un sax sfiatato                  | 15 novembre 1985  | 1987            |
| 9  | Speak No Evil                           | Diritto alla parola              | 29 novembre 1985  | 1987            |
| 10 | Arnold's Bad Rep                        | Don Giovanni in miniatura        | 6 dicembre 1985   | 1987            |
| 11 | It's My Party and I'll Cry If I Want To | Cento di questi... pirati        | 13 dicembre 1985  | 1988            |
| 12 | Arnold's Initiation                     | Scherzi di matricole             | 10 gennaio 1986   | 1988            |
| 13 | Bulimia                                 | Una dieta da infarto             | 17 gennaio 1986   | 1988            |
| 14 | Sam's Big Brother                       | Piccola peste colpisce ancora    | 24 gennaio 1986   | 1988            |
| 15 | Arnold's Tangled Web                    | La spirale della bugia           | 31 gennaio 1986   | 1988            |
| 16 | Lifestyles of the Poor and Unknown      | Cuccioli senza papà              | 7 febbraio 1986   | 1988            |
| 17 | The Big Bribe                           | Fidanzato per... procura         | 21 febbraio 1986  | 1988            |
| 18 | The Photo Club                          | Odio come companatico            | 28 febbraio 1986  | 1988            |
| 19 | The Front Page                          | Muscoli e poco cervello          | 7 marzo 1986      | 1988            |

## Sam's Missing: Part 1
- Diretto da: Gerren Keith
- Scritto da: Bob Brunner e Ken Hecht

### Trama
Sam viene rapito in un negozio di alimentari da un tizio ancora disperato per la morte del figlio.
- Guest stars: Dana Plato (Kimberly Drummond), Ronne Troup (May Brown), Royce D. Applegate (Donald Brown), Donald Thompson (Bobby Brown), Betty Kean (Sally Winkle), Michael McManus (Cal), Ernie Sabella (Ben), Michael Durrell (Detective Harris) e Daniel Martínez (Agente Fernandez).
- Note: Prima apparizione di Mary Ann Mobley. Questo episodio è il primo trasmesso sulla ABC.

## Sam's Missing: Part 2
- Diretto da: Gerren Keith
- Scritto da: Richard Gurman

### Trama
Mentre i Drummond cercano disperatamente di ritrovare Sam, il bambino riesce a mettersi in contatto con la sua famiglia.
- Guest stars: Dana Plato (Kimberly Drummond), Ronne Troup (May Brown), Royce D. Applegate (Donald Brown), Donald Thompson (Bobby Brown), Sam Shamshak (Ned Cedars), Aaron Williams (Aaron), Michael McManus (Cal), Michael Durrell (Detective Harris), Daniel Martínez (Agente Fernandez), Ned Bellamy (Agente) e Jeanne Mori (Giornalista).

## Bully for Arnold
- Diretto da: Gerren Keith
- Scritto da: Robert Jayson e A. Dudley Johnson Jr.

### Trama
Un bullo della scuola chiede ad Arnold di tenere d'occhio la sua ragazza durante la sua assenza. Le cose si complicano quando la ragazza in questione si scopre innamorata di lui.
- Guest stars: Shavar Ross (Dudley Ramsey), Jason Hervey (Charlie), Beverly Brown (Ramona), Marc Copage (Brad) e Forest Whitaker (Herman).
- Note: Mary Jo Catlett e Mary Ann Mobley sono assenti in questo episodio.

## Love on the Run
- Diretto da: Gerren Keith
- Scritto da: José Rivera

### Trama
Il signor Drummond e Maggie non stanno più passando del tempo insieme e ciò mette in allarme Sam.
- Guest stars: Dana Plato (Kimberly Drummond) e Charlie Brill (Joe).
- Note: Todd Bridges è assente in questo episodio.

## Willis Goes to College
- Diretto da: Tony Singletary
- Scritto da: Richard Gurman

### Trama
Willis decide di fingersi malato a causa di una difficile settimana al college.
- Guest star: Gary Hays (Doug Dixon).

## Arnold's Job
- Diretto da: Gerren Keith
- Scritto da: Bob Brunner e Ken Hecht

### Trama
Arnold ha iniziato a lavorare presso un giornale ma presto comincerà a pensare di doversi licenziare a causa delle mansioni affidategli.
- Guest stars: Peter Hobbs (Sid Franklin) e Beau Bishop (Jerry).
- Note: Todd Bridges e Mary Jo Catlett sono assenti in questo episodio.

## A Tale of Two Teachers
- Diretto da: Gerren Keith
- Scritto da: José Rivera

### Trama
Arnold tiene una lezione in classe al posto dell'insegnante.
- Guest stars: Shavar Ross (Dudley Ramsey), Nikki Swasey (Lisa Hayes), Jason Hervey (Charlie), Courtney Witas (Louise) e Kareem Abdul-Jabbar (Signor Wilkes).
- Note: Todd Bridges, Mary Jo Catlett e Mary Ann Mobley sono assenti in questo episodio.

## So you Want to Be a Rock Star?
- Diretto da: Mel Ferber
- Scritto da: Al Aidekman e Barry Rubinowitz

### Trama
Arnold, per fare colpo su di una ragazza, forma una band insieme a Sam e ai suoi amici.
- Guest stars: Shavar Ross (Dudley Ramsey), Steven Mond (Robbie Jayson), Steve Brady (Jay Thompson), Jason Hervey (Charlie), Toy Newkirk (Beverly) e Clarence Clemons (Signor Kingsley).
- Note: La sigla finale è differente rispetto a quella degli altri episodi. Mary Jo Catlett e Mary Ann Mobley sono assenti in questo episodio.

## Speak No Evil
- Diretto da: Gerren Keith
- Scritto da: Glenn Padnick

### Trama
Il signor Drummond e Arnold si trovano in disaccordo quando il ragazzo, volendo boicottare un incontro a scuola, convince gli amici a lanciare frutta contro i partecipanti.
- Guest stars: Shavar Ross (Dudley Ramsey), Jason Hervey (Charlie), Helen Page Camp (Signora Gordon) e Robert Vega (Signor Lopez).
- Note: Mary Jo Catlett è assente in questo episodio.

## Arnold's Bad Rep
- Diretto da: Mel Ferber
- Scritto da: José Rivera, Robert Jayson e A. Dudley Johnson Jr.

### Trama
Arnold mente ai suoi compagni dicendo di aver avuto già una prima volta con la sua ragazza. Quando però gli si presenta davvero l'opportunità, capisce di non essere ancora pronto.
- Guest stars: Steven Mond (Robbie Jayson), Jason Hervey (Charlie), Macki Burke (Vicky) e Bobby Jacoby (Ricky).
- Note: Todd Bridges, Mary Jo Catlett e Mary Ann Mobley sono assenti in questo episodio.

## It's My Party and I'll Cry If I Want To
- Diretto da: Gerren Keith
- Scritto da: Al Aidekman

### Trama
Sam festeggia il suo compleanno con la presenza di un personaggio televisivo ma i compagni sono più interessati all'ospite che al festeggiato.
- Guest stars: Ellen Regan (Louise Frankel), Gabriel Damon (Timmy Frankel), Hakeem (Richie), Ian Fried (Freddie), Donniece Jackson (Mona), Tony Mangano (Rambo) e Bruce Mahler (Capitano Jack).
- Note: Todd Bridges e Mary Jo Catlett sono assenti in questo episodio.

## Arnold's Initiation
- Diretto da: Tony Singletary
- Scritto da: Robert Jayson e A. Dudley Johnson Jr.

### Trama
Arnold è disposto a tutto pur di entrare in un gruppo molto esclusivo.
- Guest stars: Jason Hervey (Charlie), John Schuck (Carl), Moosie Drier (John), Christopher M. Brown (Randy) e David Paymer (Signor Wallace).
- Note: Mary Ann Mobley è assente in questo episodio.

## Bulimia
- Diretto da: Barbara Schultz
- Scritto da: Ken Hecht, Bob Brunner e Janna Lowell

### Trama
Kimberly, tornata a casa, nasconde a tutti di soffrire di bulimia.
- Guest star: Dana Plato (Kimberly Drummond).
- Note: Ultima apparizione di Dana Plato. Todd Bridges è assente in questo episodio.

## Sam's Big Brother
- Diretto da: Mel Ferber
- Scritto da: Susan H. Lee

### Trama
Ad Arnold non fa per niente piacere il fatto che Sam stia passando molto più tempo con Willis che con lui.
- Guest star: Hakeem (Richie).
- Note: Mary Jo Catlett e Mary Ann Mobley sono assenti in questo episodio.

## Arnold's Tangled Web
- Diretto da: Selig Frank
- Scritto da: Barry Rubinowitz

### Trama
Arnold, dopo aver ascoltato una telefonata dove il signor Drummond ordina di licenziare un impiegato, omette al padre di aver preso un brutto voto a scuola.
- Guest stars: Jason Hervey (Charlie), Chick Vennera (Spider) e Bobby Jacoby (Ricky).
- Note: Todd Bridges, Mary Jo Catlett e Mary Ann Mobley sono assenti in questo episodio.

## Lifestyles of the Poor and Unknown
- Diretto da: Mel Ferber
- Scritto da: Barry Gold

### Trama
Sam è continuamente vessato da un suo compagno ma non sa che il bambino è solamente invidioso della sua famiglia. 
- Guest stars: Shelley Smith (Summer Hartwig), Bill Willens (Ray Sibille), Ian Petrella (Alex), Matt Shakman (Barry), Carl Steven (Kurt) e David Paymer (Signor Wallace).
- Note: Ultima apparizione di Mary Ann Mobley. Mary Jo Catlett è assente in questo episodio.

## The Big Bribe
- Diretto da: Mel Ferber
- Scritto da: Robert Jayson, A. Dudley Johnson Jr. e Janna Lowell

### Trama
Arnold è felice poiché uscirà con la ragazza che gli piace ma scopre che tutto è stato organizzato da Willis.
- Guest stars: Jason Hervey (Charlie), Tyren Perry (Phyllis) e Robin Givens (Ann).
- Note: Ultima apparizione di Todd Bridges. Mary Jo Catlett è assente in questo episodio.

## The Photo Club
- Diretto da: Jeremiah Morris
- Scritto da: Robert Jayson e A. Dudley Johnson Jr.

### Trama
Arnold rimane accidentalmente chiuso in una stanza con Lisa, la sua acerrima nemica.
- Guest stars: Nikki Swasey (Lisa Hayes), Jason Hervey (Charlie) e Robin La Valley (Signora Walters).
- Note: Ultima apparizione di Mary Jo Catlett.

## The Front Page
- Diretto da: Gerren Keith
- Scritto da: Al Aidekman e Richard Gurman

### Trama
Arnold scopre che gli atleti della sua scuola fanno uso di steroidi e vorrebbe parlarne sul giornale scolastico.
- Guest stars: Shavar Ross (Dudley Ramsey), Peter DeLuise (Zak), Reginald T. Dorsey (Clint), Beau Dremann (Darryl), Todd Jeffries (Ted) e Ralph Seymour (Artie).
- Note: Ultima apparizione di Conrad Bain, Gary Coleman e Danny Cooksey. Nonostante sia l'ultimo episodio, questo non è il finale vero e proprio della serie.